# Trachemys callirostris
Espèce
Synonymes
- Emys callirostris Gray, 1855
- Pseudemys scripta chichiriviche 
Pritchard & Trebbau, 1984

Trachemys callirostris est une espèce de tortue de la famille des Emydidae.

## Répartition
Cette espèce est endémique d'Amérique du Sud. Elle se rencontre :
- en Colombie dans les départements d'Antioquia, d'Atlántico, Bolívar, Cesar, Córdoba, de La Guajira, de Magdalena, de Santander et de Sucre ;
- au Venezuela dans les États de Carabobo, de Falcón, de Yaracuy et de Zulia.

## Liste des sous-espèces
Selon TFTSG (31 mai 2011) :
- Trachemys callirostris callirostris (Gray, 1856)
- Trachemys callirostris chichiriviche (Pritchard & Trebbau, 1984)

## Publications originales
- Gray, 1856 "1855" : Catalogue of Shield Reptiles in the Collection of the British Museum. Part I. Testudinata (Tortoises). British Museum, London, p. 1-79 (texte intégral).
- Pritchard & Trebbau, 1984 : Phrynops (Batrachemys) zuliae new species. The Turtles of Venezuela, p. 135-142.